# 運星艦
運星艦，為中華民國前財政部海關總稅務司署（現更名為財政部關務署）為查緝台灣北部海面走私犯罪及維持各離島燈塔之正常運作，籌措經費建造「運星」巡補艦，係於中國造船公司基隆總廠建造，於1987年12月28日交船。2003年1月1日，配合中華民國政府組織改造，隨同燈塔業務等移撥交通部航港局，隸屬航安組轄管，持續執行燈塔補給等相關任務。2022年4月20日辦理最後一次基隆嶼運補任務，12月29日除役。